# 여주 파사성
여주 파사성(驪州 婆娑城)은 경기도 여주시 대신면 천서리에 있는 파사산 정상을 중심으로 능선을 따라 쌓은 산성으로 둘레는 약 1800m이며 성벽은 비교적 잘 남아 있다. 1977년 7월 21일 대한민국의 사적 제251호로 지정되었다.
파사산 정상을 중심으로 능선을 따라 쌓은 산성으로, 둘레는 약 1,800미터이며, 성벽은 비교적 잘 남아 있다. 신라 파사왕(재위 80∼112) 때 만든 것으로 전해지며, 임진왜란 때 승려 의암이 승군을 모아 성을 늘려 쌓았다고 한다. 조선 후기에 들어서는 남한산성에 대한 비중이 증가하여 파사성에 대한 중요성이 감소하였다. 현재는 동문이 있던 자리와 남문이 있던 터가 남아있다.

## 개요
파사산 정상을 중심으로 능선을 따라 쌓은 산성으로 둘레는 약 1,800m이며 성벽은 비교적 잘 남아 있다.
신라 파사왕(재위 80∼112) 때 만든 것으로 전해지며, 임진왜란 때 승려 의암이 승군을 모아 성을 늘려 쌓았다고 한다. 조선 후기에 들어서는 남한산성에 대한 비중이 증가하여 파사성에 대한 중요성이 감소하였다. 현재는 동문이 있던 자리와 남문이 있던 터가 남아있다.
이 성은 성의 일부가 한강변에 나와있어 강 줄기를 한눈에 볼 수 있기 때문에 상대를 제압하기 매우 좋은 요새이다.

## 사진

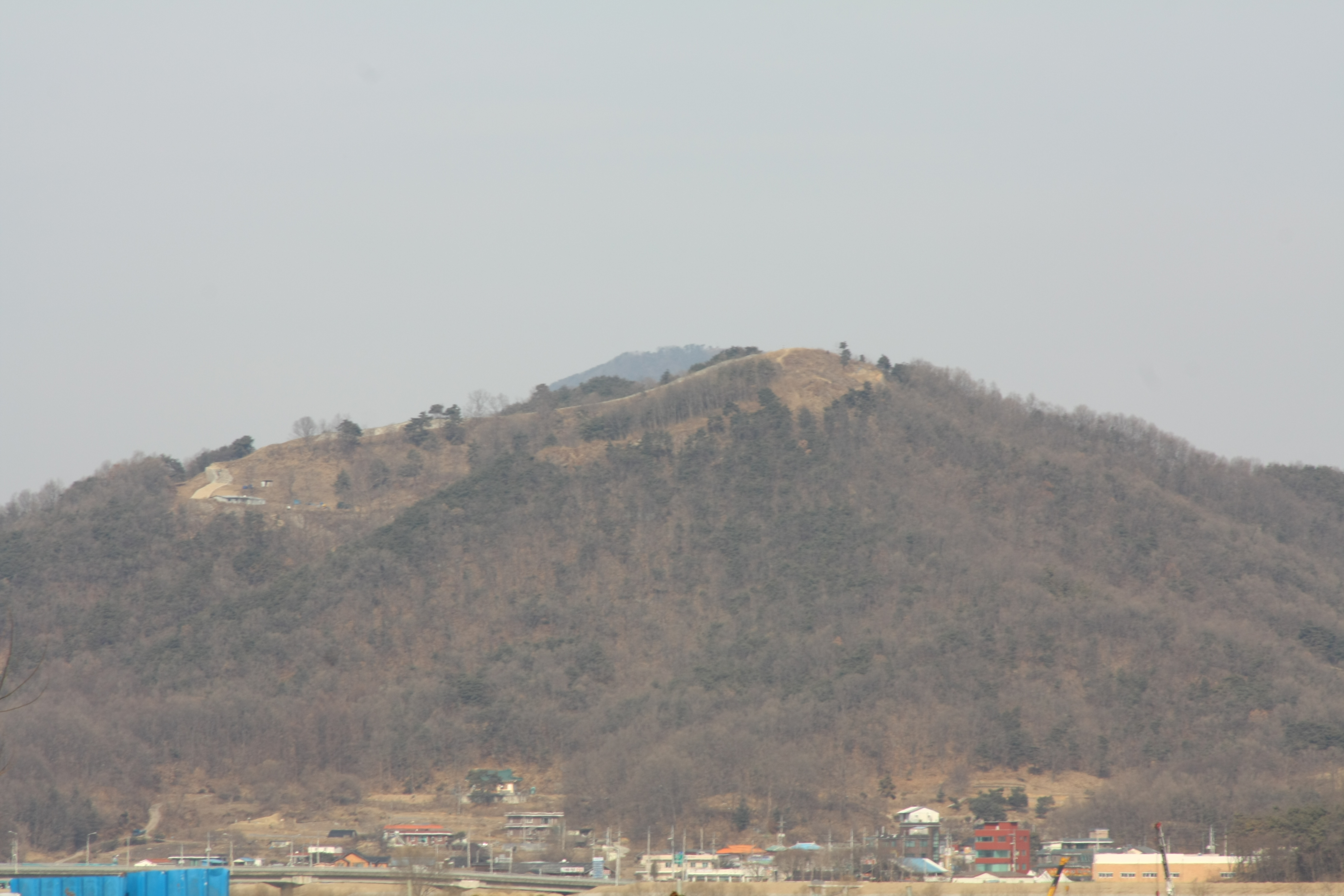
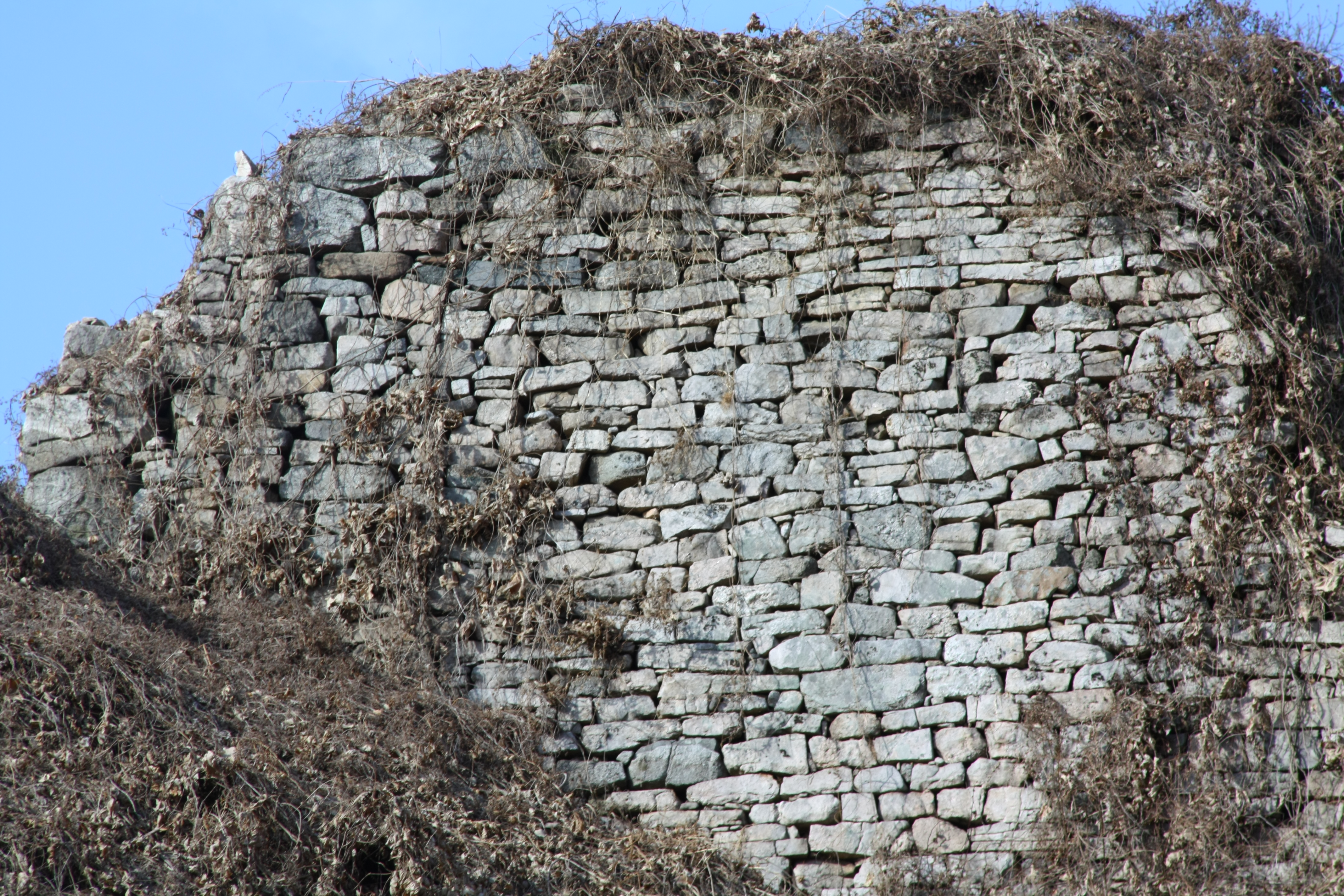
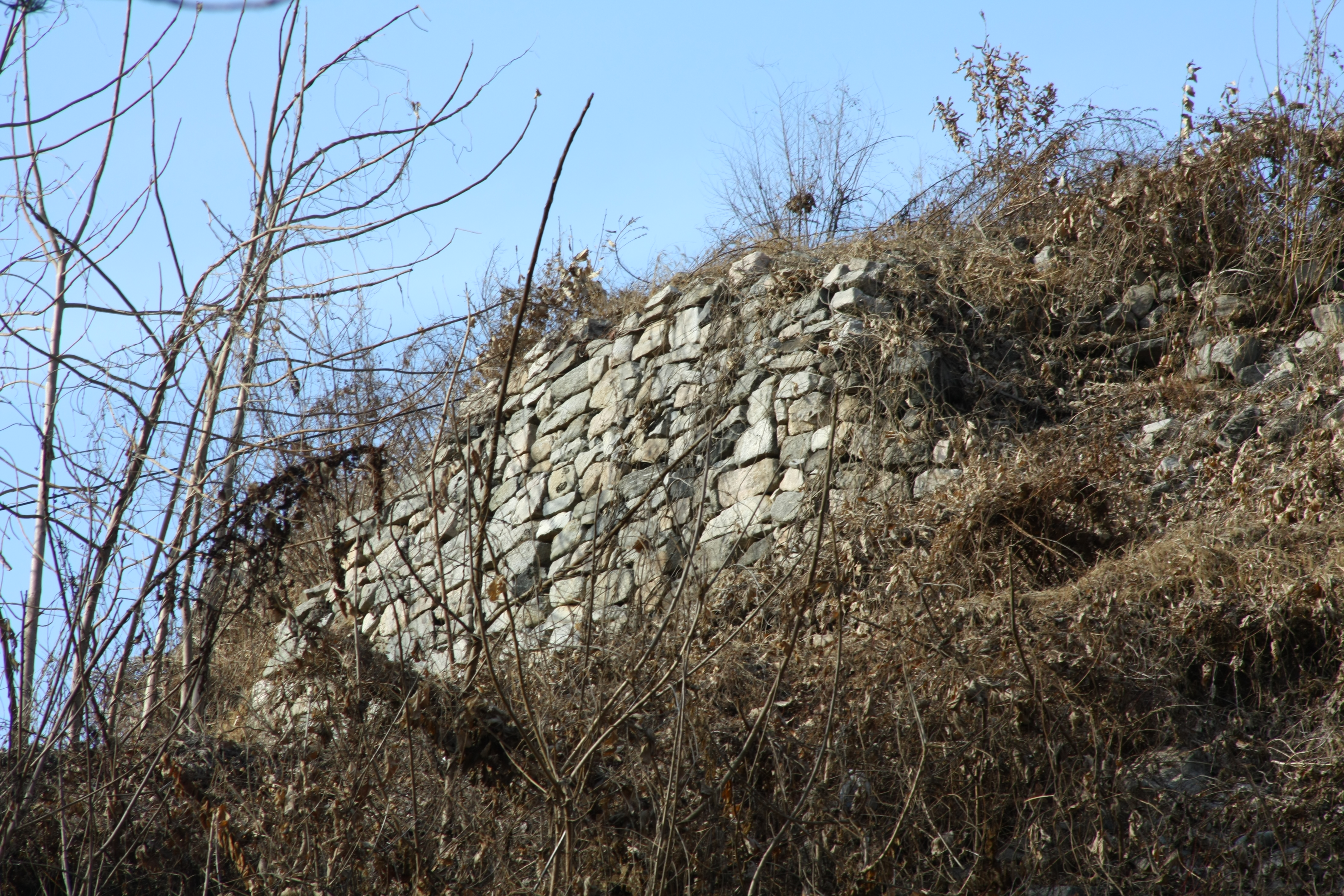
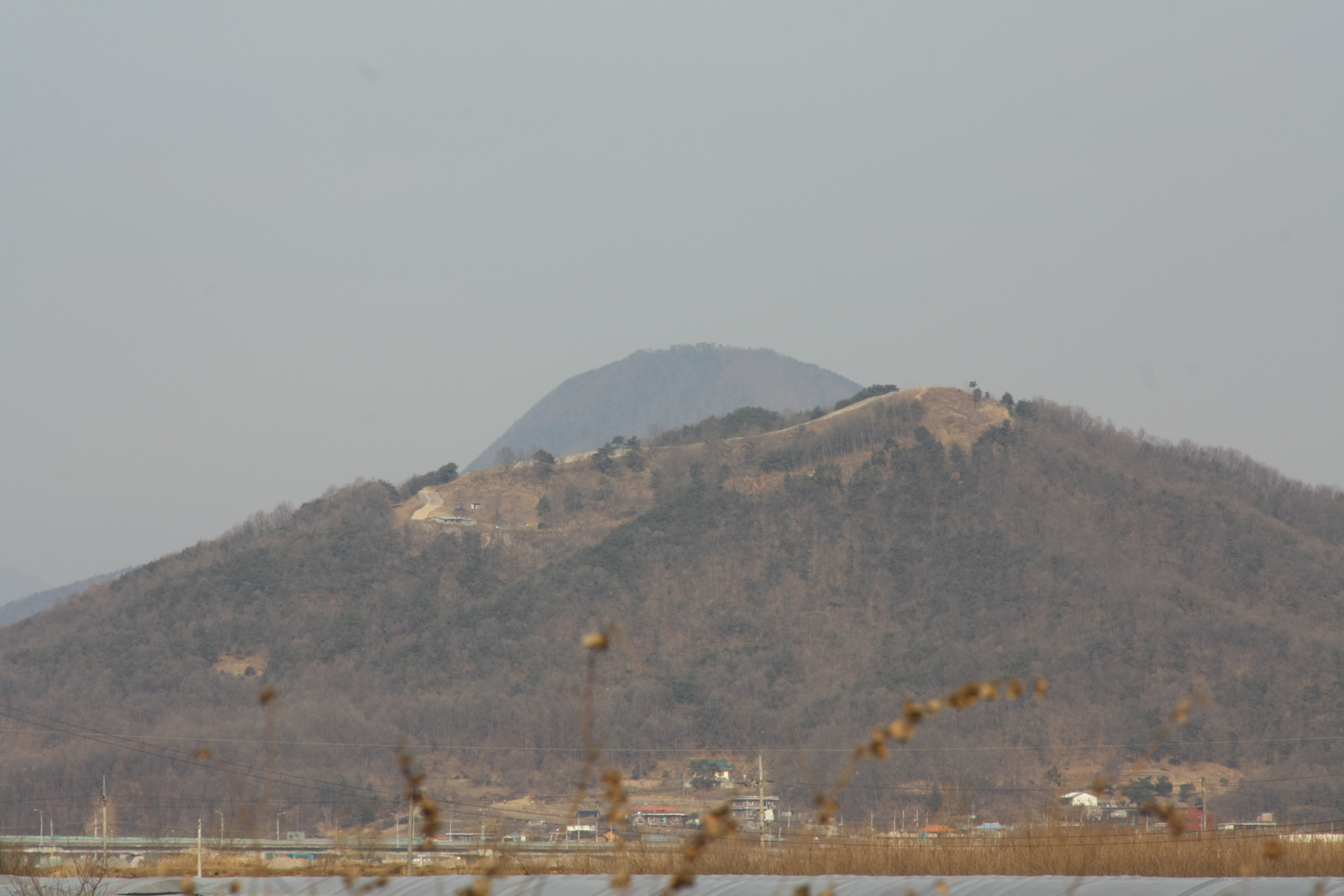

## 같이 보기
- 파사산

## 참고 문헌
- 여주 파사성 - 국가유산청 국가유산포털